# Imposto de renda negativo

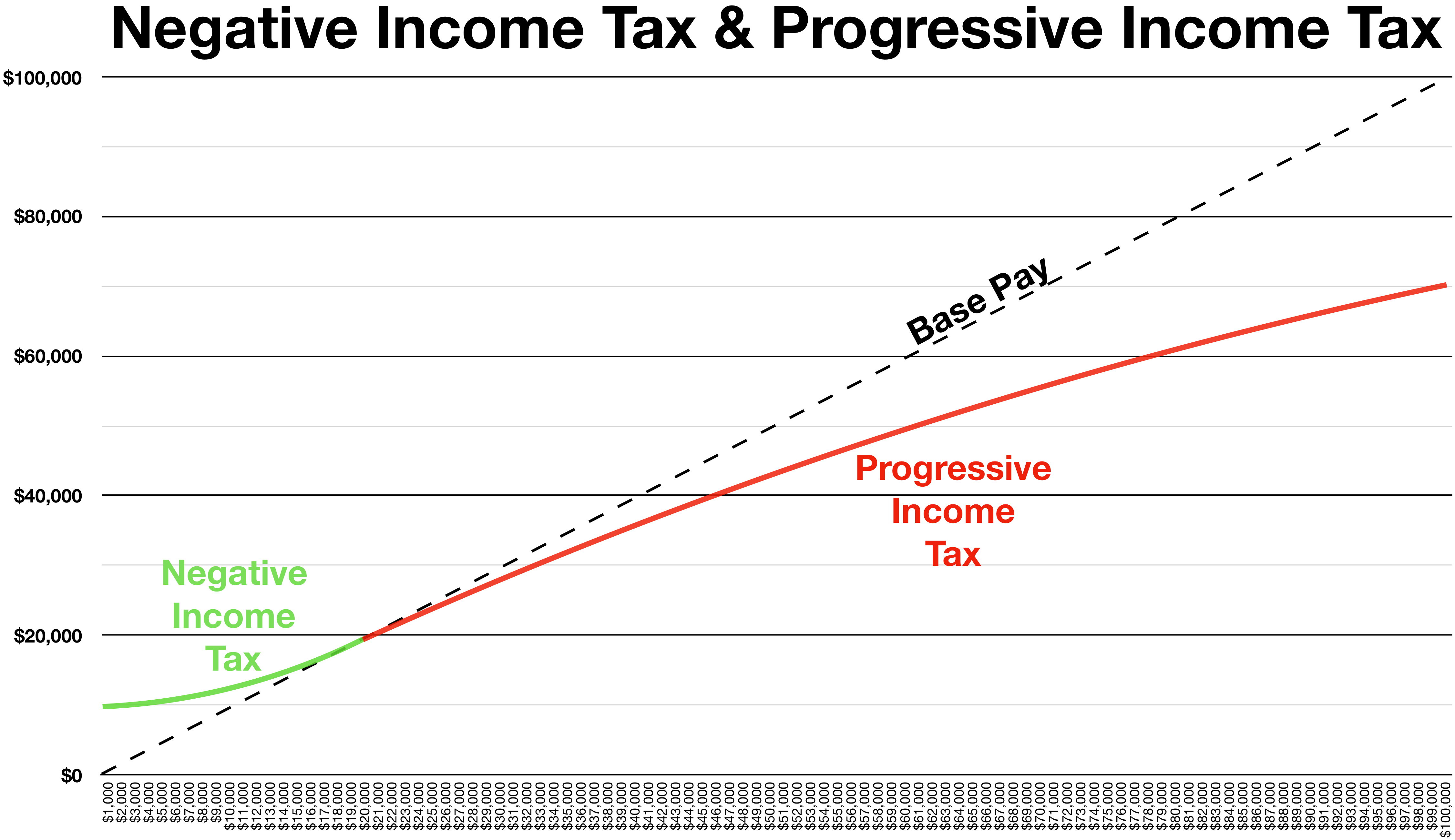
Imposto de renda negativo
Impressão com tinta progressiva
Salário básico

Em economia, um imposto de renda negativo é um imposto progressivo sobre a renda, através do qual pessoas de baixa renda receberiam pagamentos suplementares do governo, em vez de pagar impostos.
Tal sistema tem sido discutido por economistas, mas nunca totalmente implementado. De acordo com pesquisas, no entanto, a visão consensual entre os economistas é de que o "governo deve reestruturar o sistema de bem-estar". Foi descrito pela política britânica Juliet Rhys-Williams nos anos 1940 e, mais tarde, defendido pelo economista americano e ganhador do Prêmio Nobel da Escola de Chicago, Milton Friedman.
O imposto de renda negativo pode implementar uma renda básica ou complementar um sistema de uma renda mínima garantida.
Em um sistema de imposto de renda negativo, as pessoas a ganhar um certo nível de renda não deveriam pagar impostos; aqueles que ganham à mais teriam de pagar uma porcentagem dos seus rendimentos por cima desse nível; e os que estão sob esse nível receberiam um pagamento de uma parte do seu déficit, que é o valor da sua renda que cai por baixo desse nível.

## Bem-estar geral
Um imposto de renda negativo destina-se a criar um sistema único, que não só iria pagar o governo, mas também cumprir o objetivo social que é o de certificar-se de todos terem um mínimo existencial para viver. É teorizado que, com um IRN, a necessidade de salário mínimo, vale-refeição, assistência social, segurança social e programas de governo poderia ser reduzida ou eliminada, reduzindo assim o esforço administrativo e também uma boa fração do custos originados pelo sistema atual, assim como eliminando os incentivos perversos criados por essa sobreposição dos programas de apoio, por exemplo, quando os trabalhadores que ganham pouco acabam com menos rendimentos por não poderem ser elegíveis para ajudas sociais. Teoricamente o trabalhador cairia então preso numa armadilha de bem-estar, e não teria incentivo para buscar um melhor salário.
Um IRN não perturba os mercados de baixos salários, considerando que uma lei de salário mínimo faz com que certas pessoas cujas habilidades não são suficientes para justificar esse tipo de salário irão ser desempregados. Um IRN poderia, portanto, aumentar a disponibilidade de mão-de-obra barata, o que iria permitir que as empresas possam fazer internamente alguns dos trabalhos que de outra forma teriam que terceirizar para outros países.
Um IRN poderia reduzir a sobrecarga administrativa, desde as grandes burocracias responsáveis pela administração da fiscalidade e dos sistemas de segurança social, com infinidade de regras, limites e diferentes aplicativos necessários, que poderiam ser significativamente reduzidos ou eliminados. A poupança originada poderia, então, ser devolvida para o povo através de gastos nas diferentes atividades do governo, através de rebaixas de impostos, ou qualquer outro conjunto de maneiras diferentes.

## Modelos específicos
Vários modelos diferentes de imposto negativo de renda têm sido propostos.
Um modelo foi proposto por Milton Friedman: nesta versão, uma proporção especificada das deduções não utilizadas ou subsídios iria ser restituída ao contribuinte. Se para uma família de quatro, a quantidade de subsídios chegar a $10.000, e a taxa de ajuda for de 50%, e a família ganhar $6,000, a família receberia $2.000, porque deixou $4.000 de subsídios não utilizados, e, portanto, tem direito a receber $2.000, a metade dessa quantidade. Para Friedman, taxas mais elevadas de subsídio iriam diminuir o incentivo para procurar emprego. Ele também alertou que o imposto de renda negativo, como um complemento para a "sacola" dos programas de bem-estar e programas de assistência, iria apenas piorar o problema da burocracia e de esforços perdidos. Em vez disso, ele argumentou que o imposto de renda negativo deveria substituir imediatamente todos os outros programas de assistência no caminho para uma sociedade laissez-faire, onde toda a Previdência é administrada privadamente. O imposto de renda negativo surgiu dalguma forma no Congresso, mas Friedman, eventualmente, opôs-se a ela porque esse imposto veio empacotado com outros elementos indesejáveis contrários para a sua eficácia. Friedman preferia não ter nenhum imposto de renda, mas disse que não achava politicamente viável naquele momento a sua eliminação, então sugeriu isto como o projeto de imposto de renda menos nocivo .

### Taxa fixa com imposto de renda negativo
O esforço para apresentação de relatórios e de supervisão pode ser significativamente reduzido pela combinação de renda básica com uma taxa fixa de imposto de renda. A relação entre o lucro bruto e o lucro líquido pode ser ajustada para corresponder aproximadamente ao atual relacionamento em todos os níveis de renda, o que implica que o imposto de renda é efetivamente progressivo. Uma tributação de renda de taxa fixa sobre os rendimentos, com isenção de impostos implementa um imposto de renda negativo, assim como a manutenção duma taxa efetiva de tributação progressiva com extremamente baixos custos administrativos. Isto é conseguido mediante o pagamento de um imposto sobre a isenção de impostos para todos os contribuintes, por exemplo, em pagamentos mensais. O imposto sobre a isenção de imposto é calculado aplicando a taxa fixa nominal para a isenção. O imposto sobre o rendimento é retirado diretamente da fonte, por exemplo, a partir dum empregador. O imposto sobre o rendimento é calculado aplicando nominal taxa fixa para a renda.
Este método simples resulta numa taxa progressiva efetiva de tributação (embora a taxa de imposto para os impostos desde a fonte seja fixa), que será positiva uma vez que o rendimento excede a isenção de impostos. Se, no entanto, o rendimento é menor do que a isenção de impostos, a efetiva taxa progressiva torna-se negativa, sem qualquer envolvimento por parte de qualquer autoridade fiscal. Para a progressão positiva, só rendas muito altas levariam a uma taxa real de imposto que seria próxima do valor nominal de taxa fixa.
O imposto sobre a isenção de imposto também pode ser entendido como um crédito de imposto, que é pago de volta depois de atingir uma renda o nível de isenção fiscal. Este nível, marca o ponto onde impostos pagos e o crédito de imposto são iguais. Acima desse ponto, o estado ganha impostos do contribuinte. Abaixo desse ponto, é o estado que paga impostos para o contribuinte.
Exemplo:
- A taxa de imposto de renda é de 50%.
- A isenção de impostos é de $30.000.
- A taxa de subsídio é de 50% e igual à taxa de imposto de renda.

Sob este esquema:
- Uma pessoa a ganhar  US$0 receberia  US$15.000 do governo.
- Uma pessoa a ganhar  US$25.000 receberia US$2.500 do governo.
- Uma pessoa a ganhar US$30.000 não recebe dinheiro e não paga imposto.
- Uma pessoa a ganhar US$50.000 teria de pagar um imposto de US$10.000.
- Uma pessoa a ganhar US$100,000 iria pagar uma taxa de US$35.000.

Implementações da taxa fixa sem a prestação de um imposto de renda negativo, precisaria dum esforço adicional, a fim de evitar a tributação negativa. Para um tal imposto, a isenção só pode ser paga depois de saber os rendimentos obtidos. Implementações da taxa fixa com imposto de renda negativo permite o pagamento ou o crédito do imposto de renda em qualquer momento, independentemente do valor do rendimento real.

## Implementação
Enquanto que a noção tem sido muito popular em alguns círculos, a sua aplicação nunca foi politicamente viável. Isto é, em parte devido à natureza muito complexa e arraigada das leis fiscais da maioria dos países atuais: eles teriam que ser reescritos sob qualquer sistema IRN. No entanto, alguns países têm visto a introdução de créditos de imposto reembolsáveis (ou non-wastable) que podem ser pagos mesmo quando não houver nenhuma obrigação fiscal a ser compensada, tais como o Crédito de Imposto sobre o Rendimento Acumulado nos Estados Unidos  e o Crédito de Imposto trabalhando no Reino Unido.
Em 1971, o Presidente Richard Nixon propôs um  imposto negativo de renda, como a peça central do seu programa de reforma do sistema de bem-estar, mas o IRN não foi aprovado pelo Congresso; no entanto, o Congresso fez passar um projeto de lei que instituiu a Renda de Segurança Suplementar (SSI), fornecendo uma garantia de renda para idosos e pessoas com deficiência.
Uma política chamada de imposto negativo de renda tem sido implementada para uma determinada faixa de baixa renda em Israel, mas ela se desvia consideravelmente do mais abrangente modelo geralmente favorecido pelos seus defensores.

## Experimentos
De 1968 a 1982, os governos dos EUA e o Canadá realizaram um total de cinco experimentos de imposto de renda negativo. Eles foram os primeiros grandes experimentos de ciências sociais no mundo. O primeiro experimento foi o Experimento de Manutenção de Renda de Nova Jersey, proposto pela estudante de pós-graduação em economia do MIT, Heather Ross, em 1967, numa proposta para o U.S. Office of Economic Opportunity.  Os quatro experimentos foram:
1. O  New Jersey Income Maintenance Experiment: Trenton, Passaic, Paterson e Jersey City, Nova Jersey, com Scranton, Pensilvânia adicionados para aumentar o número de famílias brancas, 1968-1972 (1357 famílias)[15]
2. O  Rural Income Maintenance Experiment: zonas Rurais no estado de Iowa e Carolina do Norte, 1969-1973 (809 famílias)
3. Gary, Indiana, 1971-1974 (1800 famílias)
4. Seattle (SIME) e Denver (CENTAVO), 1971-1982 (4800 famílias)
5. Manitoba, Canadá ("Mincome"), 1974-1979

Em geral, descobriram que os trabalhadores diminuíam a oferta de trabalho (emprego) de duas a quatro semanas por ano por causa da garantia de renda ser igual ao valor do limiar de pobreza.

## Defensores
Nos Estados Unidos, Milton e Rose Friedman, promoveram a ideia, em 1980, nos seus livros e série de televisão Livre para Escolher.
Mais recentemente, um imposto de renda negativo foi defendido pelo Partido Verde, como parte do seu ideário de 2010.
Na Austrália, um imposto de renda negativo é defendido pelo Partido Pirata como parte da sua política fiscal.
Na Eslováquia, a previdência social e imposto de reforma do sistema com base no IRN é proposto pelo partido clássico liberal, Liberdade e  Solidariedade.
No seu último livro, Onde Vamos a partir Daqui: ao Caos ou à Comunidade? (1967), o líder dos direitos civis e Prêmio Nobel da Paz , Martin Luther King Jr. escreveu
Agora estou convencido de que a abordagem mais simples tornar-se-á a mais eficaz - a solução para a pobreza é aboli-la diretamente por uma medida agora amplamente discutida: a renda garantida.

— do capítulo intitulado "Where We Are Going"

## Críticas
Uma crítica comum é que o IRN pode reduzir o incentivo para o trabalho, uma vez que os destinatários do IRN iriam receber um valor mínimo de salário garantido igual aos pagamentos do governo em ausência de emprego. Uma série de estudos nos Estados Unidos, a partir de 1968 testaram os efeitos sobre os incentivos ao trabalho. Jodie Allen resume os principais estudos:
O Stanford Research Institute (SRI), que analisou os resultados dos SIME/CENTAVO, encontrou fortes efeitos de desincentivo para o trabalho, variando duma média de 9 por cento de redução para os maridos a uma média de 18 por cento de redução para as esposas. Isso não era tão assustador como alguns adversários do IRN haviam previsto. Mas era grande o suficiente para sugerir que cerca de 50% a 60% das transferências pagas para famílias biparentais sob um IRN podem ir para substituir a perda de rendimentos. Eles também encontraram um resultado inesperado: em vez de promover a estabilidade familiar (o suposto resultado de extensão de benefícios para famílias biparentais de trabalhadores numa base de igualdade), os IRNs pareciam aumentar a dissolução de famílias.
A relação entre o IRN e o divórcio foi depois determinada ter sido devida a um erro estatístico.
Uma outra crítica vem da despesa relativa do estabelecimento de um tal imposto. De acordo com um projeto de pesquisa realizado pela Universidade de Rutgers, em 2002, um programa focalizado de criação de postos de trabalho produziria semelhante redistribuição de renda, com custos significativamente menores.